# Sara Tomic
Sara Tomic (* 5. Februar 1998 in Gold Coast) ist eine ehemalige australische Tennisspielerin. Ihr älterer Bruder Bernard Tomic ist ebenfalls Tennisprofi.

## Karriere
Sara Tomic begann im Alter von acht Jahren mit dem Tennissport. Sie spielt hauptsächlich Turniere auf dem ITF Women’s Circuit, bei denen sie bislang drei Titel im Einzel und zwei im Doppel gewonnen hat.
Für die Australian Open 2015 erhielt sie eine Wildcard für das Doppel an der Seite von Naiktha Bains; sie unterlagen in Runde eins in zwei glatten Sätzen den Schwestern Rodionova. In der Qualifikation für einen Platz im Einzel-Hauptfeld war Sara Tomic in der ersten Runde ausgeschieden.

## Turniersiege

### Einzel
| Nr. | Datum           | Turnier             | Kategorie   | Belag     | Finalgegnerin | Ergebnis      |
| --- | --------------- | ------------------- | ----------- | --------- | ------------- | ------------- |
| 1.  | 21. Juni 2015   | Scharm asch-Schaich | ITF $10.000 | Hartplatz | Eva Wacanno   | 6:4, 6:1      |
| 2.  | 15. Mai 2016    | Scharm asch-Schaich | ITF $10.000 | Hartplatz | Anna Morgina  | 6:4, 6:1      |
| 3.  | 12. August 2017 | Nonthaburi          | ITF $15.000 | Hartplatz | Yuan Yue      | 6:4, 4:6, 6:1 |

### Doppel
| Nr. | Datum           | Turnier             | Kategorie   | Belag     | Partnerin     | Finalgegnerinnen                 | Ergebnis |
| --- | --------------- | ------------------- | ----------- | --------- | ------------- | -------------------------------- | -------- |
| 1.  | 15. August 2015 | Scharm asch-Schaich | ITF $10.000 | Hartplatz | Jenny Claffey | Fatma Al-Nabhani Anette Munozova | 6:4, 6:0 |
| 2.  | 14. Mai 2016    | Scharm asch-Schaich | ITF $10.000 | Hartplatz | Anna Morgina  | Eleni Kordolaimi Anette Munozova | 6:3, 6:2 |